# Abacuk Pricket
Abacuk Pricket est un écrivain-navigateur anglais qui a raconté le quatrième et dernier voyage (1611) du capitaine Henry Hudson. À l'époque des faits, il était serviteur de Sir Dudley Digges, membre influent du parlement et fils du célèbre astronome Thomas Digges.

## Avec Henry Hudson

Hudson face à Greene

La barque et le Discovery

Lors de la mutinerie contre Hudson, en juin 1611, Pricket avec William Wilson et Henry Greene mirent une barque à l’eau et y jetèrent le capitaine, son fils John, le mathématicien Thomas Wydowse et six autres membres de l’équipage. Bateau qu'on envoya à la dérive. C'est Samuel Purchas qui recueillit les écrits de Pricket dans son ouvrage Purchas, His Pilgrimes en 1619.
Pricket apprit plus tard que Greene avait eu l’intention de l’abandonner avec Hudson et ses compagnons d'infortune. Les autres mutins s'y étaient opposés, voyant en lui le seul homme capable d’obtenir leur grâce par l'entremise de son maître, Sir Dudley Digges.
Abacuck Pricket fut l'un des huit survivants de l'expédition. Il ne fut jugé, avec les autres mutins, qu'en 1618, mais les autorités n'étant pas désireuses d'accabler ceux qui avaient en quelque sorte sauvé l'expédition, ne les accusèrent pas de mutinerie, ce qui les aurait automatiquement mené à la potence, mais de meurtre. Or ayant abandonné Hudson à proximité d'une côte, ils ne l'avaient pas, à proprement parler, assassiné. Ils furent donc acquittés.

## Récit de la mutinerie
« Entretemps, Henrie Greene et un autre sont allés voir le charpentier et lui ont fait la conversation jusqu'à ce que le patron sorte de sa cabine (ce qu'il fit bientôt), puis John Thomas et Bennett se sont interposés devant lui pendant que Wilson lui liait les mains dans le dos. Il leur a demandé ce que cela signifiait? Ils lui ont répondu qu'il le saurait quand il serait dans la chaloupe (…). Puis on a amené la chaloupe contre le côté du navire et on a appelé le nom des pauvres hommes malades et éclopés pour qu'ils sortent de leurs cabines et prennent place dans la chaloupe (…).
Une fois libéré de ses liens, le charpentier leur a demandé s'ils croyaient être pendus lorsqu'ils rentreraient au pays : quant à lui, disait-il, il ne resterait pas à bord du navire à moins d'y être forcé; ils l'ont donc laissé aller, parce qu'ils ne le retiendraient pas (…). Le charpentier a obtenu d'eux un fusil, de la poudre et des balles, quelques piques et un pot de fer, un peu de farine et d'autres choses. Ils se sont dégagés des glaces, la chaloupe encore attachée à l'arrière du navire, et (quand ils se furent écartés, parce que je ne peux pas écrire : quand ils se furent éloignés) ils ont coupé le lien qui rattachait sa proue à l'arrière de notre navire, puis ont hissé le hunier, ont redressé la barre et ramené la voile de misaine jusqu'à ce qu'ils aient fouillé et inspecté tous les recoins du navire ».

## Avec Thomas Button
Il participe au voyage de Thomas Button en 1612 toujours dans la recherche du passage du Nord-Ouest. Il part avec deux bateaux cette fois : le Discovery et le Resolution.

## Œuvre
- A Journal of Mr. Hudson's last Voyage for the Discovery of a North-west Passage ; Abacuck Pricket ; Navigantium atque Itinerantium Bibliotheca ; (OCLC 17312467)
- Texte d'Abacuk Pricket d'un clic